# Javouhey
Javouhey est un village de Guyane, situé dans la commune de Mana.

## Histoire
Le site de Javouhey se base dans une ancienne commune agricole fondée en 1822 par Mère Anne-Marie Javouhey,.
Ce village est aujourd'hui principalement peuplé de réfugiés Hmong du Laos, arrivés en 1978, qui s'y sont spécialisés dans la culture fruitière (un an auparavant, un premier groupe avait été implanté à Cacao dans la commune de Roura).

## Culture
On trouve deux églises à Javouhey, une église catholique et l'autre protestante, la plus grande église protestante de Guyane.
Tous les dimanches matin se tient un marché où l'on trouve des fruits tropicaux produits localement, de l'artisanat hmong, de la nourriture "laotienne", etc.

## Éducation
Il y a deux écoles élémentaires à Javouhey, l'école Tchi-Tsou et le groupe scolaire Anne-Marie-Marchadour.
Il y a aussi un collège,le collège Paule-Berthelot.
Le village ne dispose pas de lycée, les élèves se rendant dans la ville voisine de Mana ou à Saint-Laurent-du-Maroni pour la suite de leur scolarité.